# Hilaria Supa Huamán

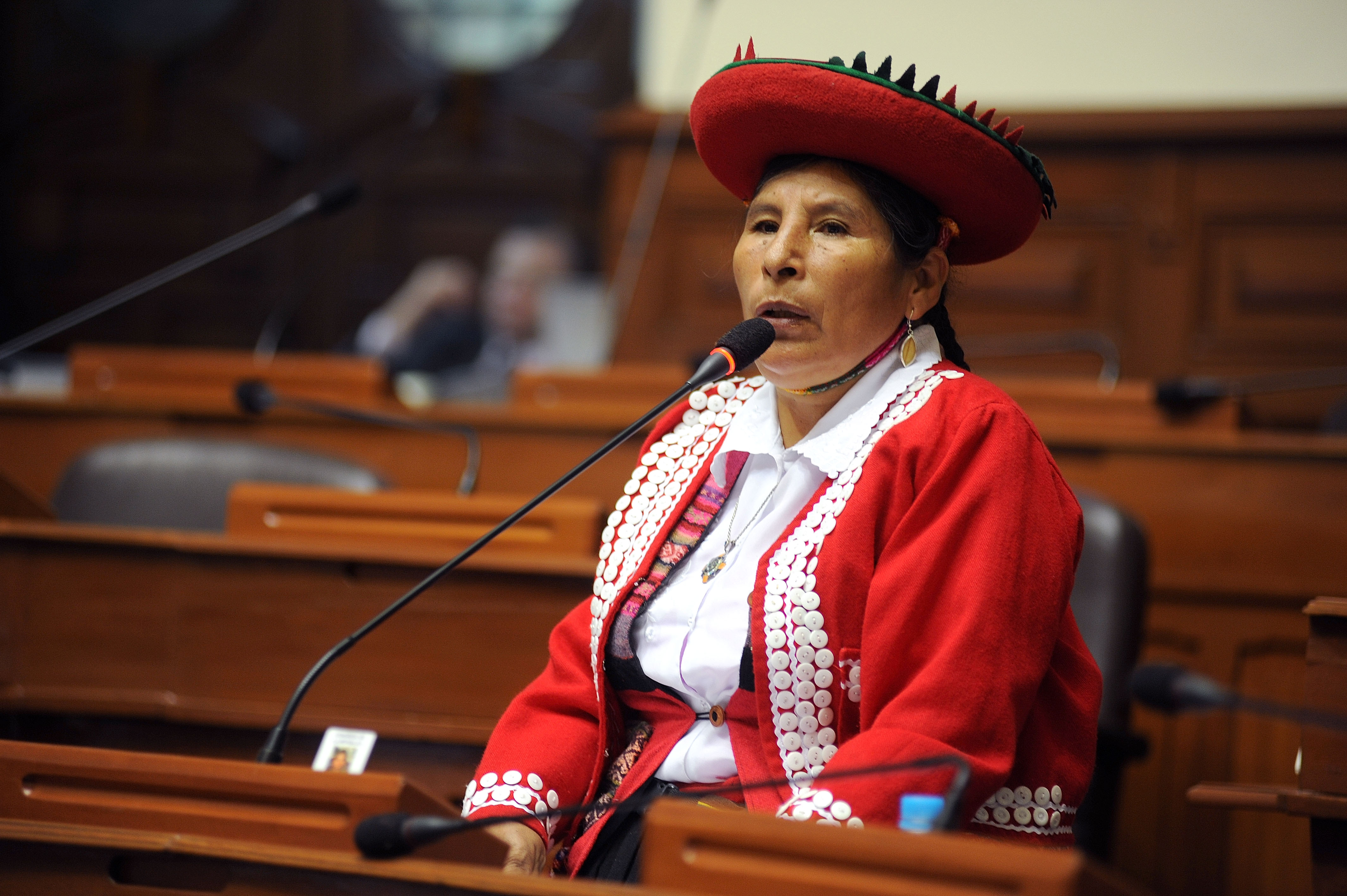
Hilaria Supa Huamán im peruanischen Parlament, in Tracht der Provinz Anta (Region Cusco)

Hilaria Supa Huamán (* 28. Dezember 1957 in Wayllaqocha, Distrikt Huarocondo, Provinz Anta, Region Cusco, Peru) ist eine peruanische Quechua-Bäuerin, Menschenrechtsaktivistin, Frauenrechtlerin und Politikerin.

## Leben
Hilaria Supa wurde aufgezogen von den Eltern ihrer Mutter, Helena Huamán, die als landwirtschaftliche Hilfsarbeiter auf einer Hacienda eines Großgrundbesitzers lebten. Schon in ihrer Kindheit erlebte sie, wie der Gutsbesitzer ihren Großvater misshandelte und Frauen vergewaltigte. Ihr Großvater, der für die Rechte der landlosen Bauern kämpfte, wurde 1965 ermordet. Hilaria wurde daraufhin zu Verwandten nach Arequipa geschickt. Als sie Jahre später auf die Hacienda zurückkehrte erfuhr sie, dass auch ihre Großmutter mittlerweile verstorben war.
Noch im jugendlichen Alter wurde sie erstmals Mutter – als sie 22 Jahre geworden war, verstarb ihr Lebensgefährte, mit dem sie zwei Töchter und einen Sohn hatte. Sie ernährte ihre Familie fortan als Zimmermädchen in Cusco, Arequipa und Lima.
In den späten 1960er-Jahren wurde sie erstmals politisch aktiv, gemeinsam mit anderen Frauen organisierte sie Essensausgaben für Straßenkinder. Sie wurde nachfolgend Vorsitzende des Komitees Micaela Bastidas in Anta (Departement Cusco) und nahm an den Kämpfen um die Rückgabe der indigenen Ländereien teil, welche schließlich in der Landreform unter Juan Velasco Alvarado erfolgreich mündeten.
1991 wurde sie Organisationssekretärin im neu gegründeten Verband der Frauen von Anta (Federación de Mujeres de Anta FEMCA), wo sie sich für Schulbildung, die Anerkennung der traditionelle Medizin, sowie für die Bewusstwerdung der Pestizidproblematik in der Landwirtschaft arrangierte.
Hilaria Supa hat an vielen internationalen Frauenkonferenzen teilgenommen, bei denen sie auch bewusst ihre Muttersprache Quechua in Reden verwendete und deren verstärkte Benutzung forderte. Sie war auch Leiterin des regionalen Bauernverbandes von Cusco innerhalb des nationalen Verbandes Confederación Campesina del Perú.
Entschieden wendet sie sich gegen Programme, die die Sterilisierungen von Frauen beinhalteten. Dem früheren Gesundheitsminister unter Alberto Fujimori, Alejandro Aguinaga, wirft sie die Durchführung eines Programms vor, das die gewaltsame Sterilisierung von 363.000 peruanischer Frauen (zumeist indigener Abstammung) zur Folge hatte. Auch eine ihrer Töchter wurde zwangssterilisiert.
2006 wurde sie als Kandidatin der Unión por el Perú in das peruanische Parlament gewählt, wo sie als erste Abgeordnete in der Geschichte Perus am 25. Juli ihren Eid in einer indigenen Sprache, dem Quechua, ablegte, gefolgt von ihrer Parlamentskollegin María Sumire, wofür beide von der Fujimori-Anhängerin Martha Hildebrandt und einigen weiteren Abgeordneten heftig kritisiert wurden.
Im August 2010 wurde Hilaria zur Vorsitzenden des Bildungskommission des peruanischen Parlaments gewählt. Während Abgeordnete der APRA und der Fujimori-Parteien dies kritisierten, gab es Unterstützung von peruanischen Bildungsexperten.
Im April 2011 wurde Hilaria als Kandidatin des Wahlbündnisses Gana Perú in das Andenparlament gewählt.

## Werke
- Awayu – Die Quechua-Frau Hilaria Supa Huamán erzählt aus ihrem Leben. Verlag Vision 21, ISBN 3-00-016609-2
  - Originalausgabe: Hilos De Mi Vida – El Testimonio De Hilaria Supa Huamán, Una Campesina Quechua. Willkamayu Editores